# Burák Dóri
Burák Dóri (Budapest, 1993. július 29. – ). 2001 és 2006 között a Madách Színház és a Karinthy Színház előadásaiban szerepelt, mint gyerekszínész. 2002 és 2012 között a Madách Musical Tánciskolába és Földessy Margit Színjáték- és Drámastúdiójába járt.
.2014-ben szerzett színházi táncos szakképesítést a Budapest Táncművészeti Stúdióban. Az ELTE Bölcsészettudományi Karán szabadbölcsész szakon, filmelmélet és filmtörténet szakirányon diplomázott 2015-ben. A Gór Nagy Mária Színitanodában 2020-ban szerzett színész szakképesítést. 2021-2023 között a Színház-és Filmművészeti Egyetem tanulója. 
2019 óta a Turay Ida Színház társulati tagja.
Folyamatos TV-s és színházi szerepei mellett, saját gyerekszínházat alapított CsiriBú Társulat néven, és egy gyerekeknek szóló YouTube csatornával is rendszeresen jelen van a médiában és a színpadokon is. 
https://csiributarsulat.hu/

## Színházi szerepek
- 2024: A kis herceg – Kis herceg (XXI.sz. Magyar Drámájáért Alapítvány, Rendezte: Zsurzs Kati)
- 2023: Pinokkió – Nyest (Turay Ida Színház, Rendezte: Borbély Kriszta)
- 2023: A makrancos hölgy – Fabia/Maria (Turay Ida Színház, Rendezte: Tasnádi Csaba)
- 2023: Holle anyó – Óriásbéka (Turay Ida Színház, Rendezte: Nyírő Beáta)
- 2023: Anconai szerelmesek – Táncos (Turay Ida Színház, Rendezte: Tasnádi Csaba)
- 2023: Hotel Mimóza – Nadine (Turay Ida Színház, Rendezte: Mikó István)
- 2023: Bubamara – Demi (Turay Ida Színház, Rendezte: Halasi Dániel)
- 2022: Hamupipőke – Guszti (Turay Ida Színház, Rendezte: Nyírő Bea)
- 2022: Egerek – Demencia (Turay Ida Színház, Rendezte: Mikó István)
- 2022: Aladdin – Utaskísérő (Turay Ida Színház, Rendezte: Boros Zoltán)
- 2022: Hófehérke és a hét törpe – Vidor (Turay Ida Színház, Rendezte: Nyírő Bea)
- 2022: A dzsungel könyve – Majmóca, Farkas (Turay Ida Színház, Rendezte: Boros Zoltán)
- 2022: Hókirálynő – Rénszarvas (Turay Ida Színház, Rendezte: Győri Péter)
- 2021: A falu rossza – Boris (Déryné program, Rendezte: Szilvási Dániel)
- 2020: A Férfiak a fejükre estek – Babi (Turay Ida Színház, Rendezte: Sztárek Andrea)
- 2020: Bob herceg – Udvarhölgy (Magyar Zenés Színház, Rendezte: Bozsó József)
- 2020: Kincskereső kisködmön – Vezekényi Ferkó (Turay Ida Színház, Rendezte: Sztárek Andrea)
- 2019: Salsa, szivar, szerelem – Táncos (Turay Ida Színház, Rendezte: Molnár László)
- 2019: Mátyás és a bolond király – Lányka (Magyar Zenés Színház, Rendezte: Bozsó József)
- 2019: Bányavirág – Ilonka (GNM vizsgaelőadás, Rendezte: Gieler Csaba)
- 2018: Együtt a banda - Musical Gála – Táncos/ Koreográfus asszisztens (Muharay Színház, Rendezte: Szurdi Miklós)
- 2018: Masha és a Medve – Peti Jeti/Koreográfus asszisztens (VG Events Produkciós Kft:, Rendezte: Szakál Attila)
- 2017: PASSIO XXI – Táncos (Zikkurat Színpadi Ügynökség, Rendezte: Alföldi Róbert)
- 2012: Végállomás – Ajándék (Közszínház Produkció, Gyál; Rendezte: Burák Ádám)
- 2012: Fame – Iris (IBS Színpad, Rendezte: Földessy Margit)
- 2010: Bogármese – Lusta (Művészetek Palotája, Rendezte: Four 4 One)
- 2010: Hair – Fehér lány (IBS Színpad, Rendezte: Földessy Margit)
- 2010: Diótörő – Szólista (Művészetek Palotája, Rendezte: Four 4 One)
- 2009: Várunk még valamire? – Cleena (Kecskemét, Rendezte: Burák Ádám)
- 2008: Pán Péter - Indián (Művészetek Palotája, Rendezte: Four 4 One; Sárközy Gyula, Kováts Gergely Csanád, Jurányi Patrick, Kovács Zsolt)
- 2007: Randi – Natille (Aranytíz Teátrum, Rendezte: Burák Ádám)
- 2006: Macskák – Gyerekszereplő (Madách Színház, Rendezte: Szirtes Tamás és Seregi László)
- 2005: Légy jó mindhalálig – Csicsó (Gutenberg Színpad, Rendezte: Iván Péter)
- 2004: A tanú – Úttörő (Karinthy Színház, Rendezte: Karinthy Márton)
- 2004: Csillagok krónikája – Gyerekszereplő (Madách Színház, Rendezte: Harangi Mária)
- 2003: Keve Kata – Erzsike (Gutenberg Színpad, Rendezte: Horváth Zoltán)
- 2003: Isten pénze – Gyerekszereplő (Madách Színház, Rendezte: Nagy Viktor)

## Televíziós/filmes munkák
2023: Családi kör (sorozat) – Somfai Dia (Duna TV)
2022: Oltári történetek (sorozat) – Kíra (TV2)
2022: Szelfi Egyetem (kisjátékfilm) – Zoé
2021: Mintaapák (sorozat) – Boróka (TV2)
2020: A tanár (sorozat) – Heni (RTL Klub)
2019: Kölcsönlakás (magyar nagyjátékfilm)
2019: Jóban rosszban (sorozat) – Borsos Kinga (TV2)
2018: Midsommar (amerikai nagyjátékfilm) – Táncos
2017: Oltári Csajok (sorozat) – Zizi (RTL Klub)
2007: Klipperek (sorozat) – Vivi (MTV1)
2006: Pipitér (ifjúsági magazin) – Műsorvezető (MTV1)